# Vivienne Acheampong
Vivienne Acheampong (* 30. November 1984) ist eine britische Schauspielerin. Breitere Bekanntheit erlangte sie als Lucienne im Rahmen der Netflix-Serie Sandman.

## Werdegang
Acheampong hat ab 2010 für wenigstens sechs Jahre als Grundschullehrerin gewirkt und parallel Rollen in Theatern übernommen. Mit dem selbstgeschriebenen Stück Rainbow Class, das sie u. a. beim Edinburgh Fringe 2016 aufführte, brachte sie beides zusammen. Zu diesem Zeitpunkt konnte sie auch auf Rollen in London (Soho Theatre, Gielgud Theatre) und New York (St. Ann’s Warehouse) zurückblicken.
Ab 2018 war sie in der BAFTA-ausgezeichneten Sketchreihe Famalam zu sehen, 2019 spielte sie im Royal Court Theatre in einem Drama von Aleshea Harris (Is God Is). Vor ihrer Beteiligung an der Verfilmung der Neil-Gaiman-Graphic-Novel Sandman unter dem Titel Sandman gehörte sie auch zur Besetzung von Hexen hexen (2020).

## Privates
Vivienne Acheampong hat im Jahr vor Sandman ihren Vater verloren. Sie verfügt über familiäre Beziehungen nach Ghana, wo wenigstens ein Vetter lebt.

## Filmografie (Auswahl)
- 2018–2020: Famalam (Sketchreihe)
- 2020: Death in Paradise (Fernsehserie, 1 Episode)
- 2020: The Other One (Fernsehserie, 1 episode)
- 2020: Hexen hexen (The Witches)
- 2022–2025: Sandman (The Sandman, Fernsehserie)
- 2023: Everything Now (Fernsehserie, 8 Episoden)

## Theater (Auswahl)
- Monster Raving Loony (Soho Theatre, London)
- The Curious Incident of the Dog in the Night-time (Gielgud Theatre, London)
- Julius Caesar (St. Ann’s Warehouse, New York)
- Titus Andronicus (Edinburgh Fringe, Edinburgh)
- 2019: Is God Is (Royal Court Theatre, London)